# 新华报业传媒集团
新华报业传媒集团是中华人民共和国江苏省的一家报业集团，2001年9月28日经中宣部、国家新闻出版总署批准，中共江苏省委、江苏省人民政府同意正式挂牌成立，并于2002年7月11日成立江苏新华日报报业集团有限公司（隶属江苏省人民政府）。2011年4月，经中共江苏省委、江苏省人民政府批准，国家新闻出版总署同意，改为现名。
目前，集团拥有14报、8刊、4网及16家经营性公司。根据国家新闻出版广电总局发布的《2014年新闻出版产业分析报告》，新华报业传媒集团在总体经济规模综合评价中位居第十，但在2015年跌出前十。若按平均资产总利润率排名，新华报业传媒集团在2015年度排第十名。而在2018年的排名中，则恢复至第十名。

## 旗下资产

### 报纸
- 《新华日报》
- 《扬子晚报》
- 《南京晨报》
- 《江苏经济报》
- 《江苏法制报》
- 《江南时报》
- 《扬子经济时报》（随《扬子晚报》附送，限苏锡常地区，现为每周五出版）
- 《扬子体育报》
- 《大学生村官报》
- 《昆山日报》[6]
- 《靖江日报》[6]
- 《海门日报》[6]
- 《东台日报》[6]
- 《服务导报》（已停刊）

### 杂志
- 《群众》
- 《传媒观察》
- 《党的生活》
- 《精品健康》
- 《精品阅读》
- 《幸福老年》
- 《培训》
- 《动漫》

### 新媒体
- 新华报业网
- 中国江苏网
- 扬子晚报网、扬眼、扬子头条
- 视觉江苏网
- 江苏手机报
- 「交汇点」新闻客户端

### 经营性公司
- 新华日报传媒有限公司
- 新华传媒投资实业有限公司
- 新华房地产开发有限公司
- 新华文化艺术投资有限公司
- 新华传媒信息发展有限公司
- 新华报业印务公司
- 九九递送有限责任公司等[2]